# Schüsse auf Wahlhausen

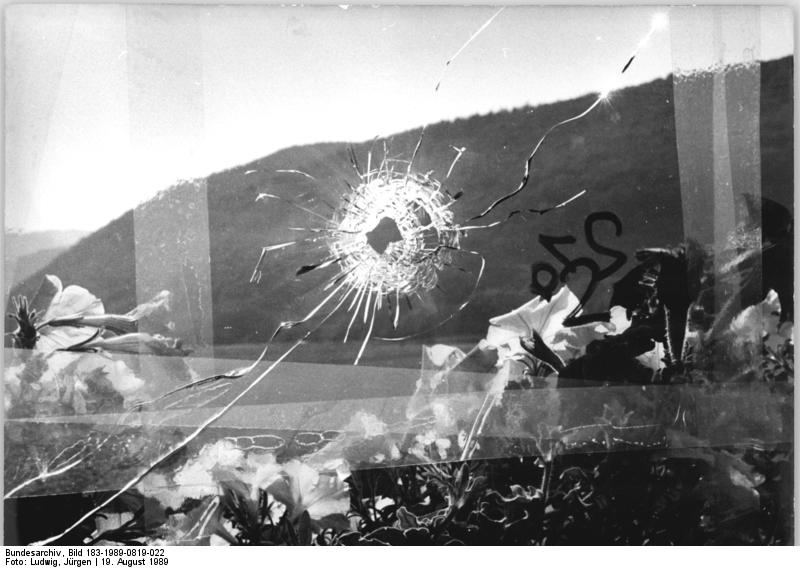
Einschussloch in Wahlhausen

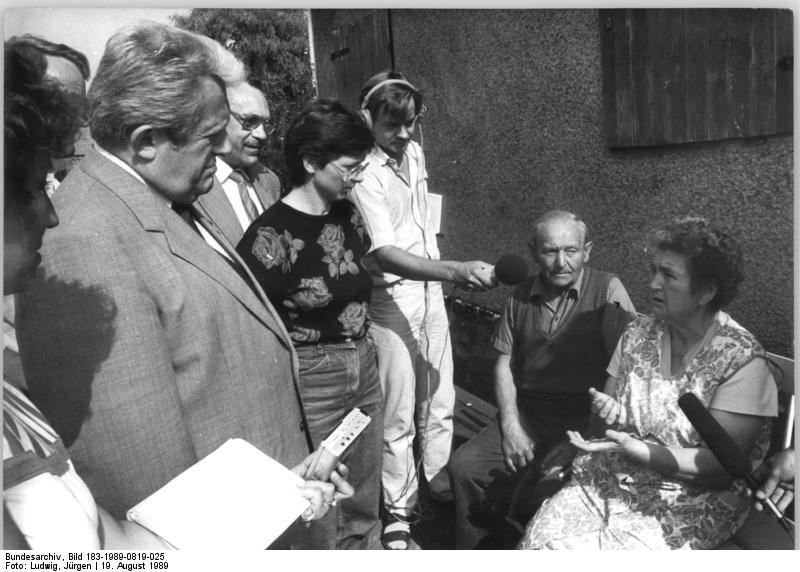
Gerhard Müller (links) in Wahlhausen; rechts daneben Arthur Swatek, Vorsitzender des Rates des Bezirkes Erfurt

Die Schüsse auf Wahlhausen waren ein Grenzzwischenfall im Vorfeld der friedlichen Revolution in der DDR an der innerdeutschen Grenze zwischen Hessen und Thüringen bei Wahlhausen. Unbekannte hatten in der Nacht vom 17. auf den 18. August 1989 von einem Standort in Hessen Schüsse aus einer Kleinkaliberwaffe auf Wahlhausen abgefeuert, ohne dabei Personen zu treffen. Insgesamt wurden 91 Schüsse gezählt. Die Identität der Täter und die Hintergründe sind bis heute ungeklärt.

## Geschichtlicher Hintergrund
Im Sommer 1989 stand die DDR kurz vor ihrem Ende. Verschiedene Ereignisse in den vorangegangenen Monaten von den Verhaftungen auf der Berliner Liebknecht-Luxemburg-Demonstration über das Verbot des Sputnik bis zu den Wahlfälschungen bei den Kommunalwahlen 1989 führten zu vermehrtem Protest und Unzufriedenheit in der DDR. Juli und August 1989 waren vor allem durch die Welle der Botschaftsflüchtlinge aus der DDR in Ungarn und der Tschechoslowakei geprägt. Am 19. August 1989 fand das öffentlichkeitswirksame Paneuropäische Picknick, eine Demonstration an der ungarisch-österreichischen Grenze, statt.

## Schüsse auf Wahlhausen und kriminalistische Untersuchungen
Über 45 Minuten lang wurden in der Nacht vom 17. auf den 18. August (Donnerstag auf Freitag) 1989 kurz vor Mitternacht Schüsse auf grenznahe Gebäude in Wahlhausen abgefeuert. Verschiedene dieser Gebäude wurden beschädigt, einzelne Projektile schlugen durch Fensterscheiben und in die Innenräume ein. Menschen kamen jedoch nicht zu Schaden. Die Schüsse fielen genau in einem Zeitfenster, in dem die Grenzgänge des Bundesgrenzschutzes an anderer Stelle stattfanden. Obwohl die Grenzüberwachung der DDR eine der schärfsten der Welt war, erfolgte kein Alarm und keine Information des Bundesgrenzschutzes, die hierfür vorgesehene Telefonleitung zwischen DDR-Grenztruppen und Bundesgrenzschutz wurde von der DDR nicht genutzt. Stattdessen waren wenige Stunden nach der Tat Journalisten der Aktuellen Kamera vor Ort. Der Bundesgrenzschutz erfuhr nach eigenen Angaben erst durch die Veröffentlichung von ADN von dem Vorfall.
Sowohl im Osten als auch im Westen wurden sofort polizeiliche Untersuchungen aufgenommen. Am Tatort auf westlicher Seite wurden von der hessischen Landespolizei insgesamt 91 Patronenhülsen einer kleinkalibrigen Waffe sichergestellt, verwertbare Spuren wie Fußabdrücke oder ähnliches ließen sich in einem Stoppelfeld, von dem aus die Schüsse abgefeuert wurden, sowie an der Uferböschung, an der sich ebenfalls Patronenhülsen fanden, jedoch nicht feststellen. In Wahlhausen stellten die zuständigen Volkspolizisten und Sonderermittler mindestens 50 Einschläge in zwei Wohnhäuser, einen Grenzposten und eine Kirche fest.

## Darstellung der Vorfälle von offizieller DDR-Seite
In der DDR wurden die Schüsse als vom Westen gesteuerte „Provokationen“ dargestellt. Gerhard Müller, Erster Sekretär der Bezirksleitung der SED im Bezirk Erfurt, wurde von ADN mit den Worten zitiert, es sei „eine der schlimmsten Provokationen an der Grenze zur BRD“ gewesen, die nach Kriegsende vorgekommen seien. Am Morgen des 18. August erfolgte ein Protest der Ständigen Vertretung der DDR beim Kanzleramt gegen den „schwerwiegenden provokatorischen Anschlag“. In dieser Note wurde gefordert, unverzüglich „Maßnahmen zur Unterbindung derartiger verbrecherischer Anschläge“ einzuleiten. In den vielen Pressemeldungen der DDR stellte sich der Vorfall folgendermaßen dar.
- Am 18. August 1989 gab es eine Meldung im DDR-Fernsehen in der Abend-Ausgabe der Aktuellen Kamera um 19:30 Uhr über den Zwischenfall.[2]

- Über die Schüsse auf Wahlhausen haben die DDR-Zeitungen erst am 19. August 1989 berichtet. Vorher gab es keine Meldung in den Printmedien. Die Ständige Vertretung der DDR in der BRD hatte inzwischen ebenfalls nachdrücklich Protest gegen den provokativen Anschlag erhoben und eine vollständige Aufklärung gefordert.[3]

- In der Ausgabe des Neuen Deutschlands vom 19. August 1989 wird berichtet, dass in den Nachtstunden vom 17. zum 18. August 1989 zwei männliche Personen vom Gebiet der BRD, aus einer Waffe etwa 50 Schuss auf Wohngebäude, Grenzsicherungsanlagen und die Kirche der Gemeinde Wahlhausen abgefeuert hätten. Dabei hätten sie ernsthaft Leben und Gesundheit der Einwohner des Ortes sowie von Angehörigen der Grenztruppen der DDR gefährdet. Sie verursachten dabei Beschädigungen an Gebäuden und Einrichtungen. Durch die Untersuchungsorgane der DDR wurden Projektile aus der Waffe der Täter an den Fassaden und in Räumen bewohnter Gebäude sichergestellt.[4]

- In der Ausgabe des Neuen Deutschlands vom 21. August 1989 wird dann von 55 Einschüssen in Hauswände, Zimmer und der Kirche berichtet. Die registrierten Einschüsse befanden sich demnach nicht nur im Außenbereich, sondern auch im Innern der Häuser wie zum Beispiel in Fenstern, Zimmerdecken und Türen. Demnach wurden Einwohner in der Nacht durch klatschende Geräusche aufgeschreckt, konnten jedoch nichts feststellen. Gegen 2:30 Uhr wurden sie durch einen Offizier der Grenztruppen vom Zwischenfall an der Grenze unterrichtet. Jetzt bemerkte man auch die Einschüsse im Wohnzimmer. Die Geschosse hatten demnach Fenster, Zimmerdecke, Couch sowie Türen getroffen und durchschlagen. Eine weitere von den Schüssen betroffene Familie berichtete, dass der Bundesgrenzschutz der an dieser Stelle der Grenze sonst fast immer präsent ist gerade in jener Nacht nicht zu sehen war. Von weiteren Augenzeugen wird berichtet, dass die beiden Täter mit einem Auto bis direkt an die Werra herangefahren sind und dann von dort aus die Schüsse abgegeben hätten. Demnach soll der Beschuss über eine Stunde angedauert haben. Zitiert wird im Artikel auch der Kommandeur des Grenzschutzkommandos Mitte der BRD in Kassel. Es seien demnach in anderthalb Stunden 90 Schüsse vom Gebiet der BRD auf die DDR-Gemeinde Wahlhausen abgegeben worden. Eine entsprechende Anzahl leerer Patronenhülsen wurden am hessischen Werra-Ufer bei Bad Sooden-Allendorf gefunden. Näheres teilte der Kommandeur nicht mit. Zudem zitiert das Neue Deutschland dann eine Kurzmeldung, die am Sonntag, den 20. August 1989 in der Welt am Sonntag erschienen sein soll. Demnach hätten Grenzschützer am hessischen Werra-Ufer bei Bad Sooden-Allendorf am Samstag insgesamt 90 leere Patronenhülsen gefunden. Es handelt sich dabei um einen seltsamen Vorgang. Hinweise auf die Täter und auf das Motiv des Vorfalls gäbe es nicht.[5]

- In der Ausgabe vom Neuen Deutschland vom 22. August 1989 rügt ADN die BRD in einem Artikel, weil weder Politiker, die Regierung, noch die Medien in der BRD, den Schüssen auf Wahlhausen Beachtung schenken. Zudem sollen Bundesgrenzschutz, Grenzschutzkommando Mitte und Kriminalpolizei gegenüber der Frankfurter Allgemeinen Zeitung wiederholt angegeben haben, nichts über den Vorfall zu wissen.[6]

- Über den Zwischenfall berichteten damals nicht nur die Nachrichtenagenturen der sozialistischen Staaten, sondern auch die amerikanische Nachrichtenagentur AP, die französische Nachrichtenagentur AFP sowie die britische Nachrichtenagentur Reuter ausführlich. Ihre Meldungen wurden im Neuen Deutschland und weiteren DDR-Tageszeitungen zitiert.[7]

- Genau einen Monat nach dem Zwischenfall in Wahlhausen wurden am Abend des 17. September 1989 am Eisenbahn-Grenzübergang Oebisfelde bei der Gemeinde Gehrendorf wieder mehrere Serien gezielter Schüsse auf DDR-Gebiet abgegeben. Die Schüsse wurden demnach von einem unbekannten Mann auf BRD-Seite und aus ca. 100 Meter Entfernung auf einen Beobachtungsturm der DDR-Grenztruppen der mit zwei Soldaten besetzt war abgefeuert. Die Projektile verfehlten die beiden Soldaten und richteten nur Sachschaden am Turm und einem Scheinwerfer an. Bundesgrenzschutz und Zoll hatten davon nichts bemerkt und wussten nichts davon.[8]

- In einem Artikel vom Neuen Deutschland wird berichtet, dass der Generalstaatsanwalt der DDR dem Generalstaatsanwalt in Frankfurt (Main) umfangreiches Beweismaterial zu den Schüssen in der Nacht vom 17. zum 18. August 1989 in Wahlhausen übermittelt hat. Gleichzeitig ersuchte man die Justizbehörden der BRD, die unverzügliche Aufklärung und Ahndung der schweren Straftat im Rahmen des zwischenzeitlich in der BRD eingeleiteten Ermittlungsverfahrens zu gewährleisten.[9]

Nach der deutschen Wiedervereinigung am 3. Oktober 1990, taucht in der ehemaligen DDR-Presse die These der Selbstinszenierung der Schüsse auf Wahlhausen durch die DDR-Staatssicherheit auf. Bekannt wird nun auch, dass die Schüsse auf Wahlhausen mit 55 nachgewiesenen Einschlägen von einem kleinkalibrigen Präzisionsgewehr mit Schalldämpfer abgefeuert wurden. Ehemalige Ermittler und der Bundesgrenzschutz, sprechen in den Interviews der Presse nun auch von Anhaltspunkten und Motiven für eine Selbstinszenierung der Stasi. Beweise gäbe es dafür jedoch nicht. Belegt werden die Anhaltspunkte und Indizien damit, dass die Täter offenbar sehr gute Ortskenntnisse hatten. Außerdem wären an einem beschossenen Haus nur vier Scheiben auf der Grenzseite betroffen gewesen. Das obere fünfte Fenster auf der Seite, wo sich auch das Schlafzimmer der Familie befand, blieb dagegen völlig unversehrt. Diese Anhaltspunkte brachten den Oberstaatsanwalt aus Kassel zur Annahme, dass die beiden Schützen bemüht waren keinen Bewohner zu verletzen. Daher käme für die Tat offenbar nur die Stasi in Frage. Fast zeitgleich stellt die Staatsanwaltschaft in Kassel die Ermittlungen zum Vorfall ergebnislos ein.

## Vermutungen bezüglich der Täterschaft
Da seitens der Grenztruppen der DDR kein Alarm geschlagen wurde und auch eine speziell für solche Vorfälle eingerichtete Telefonleitung zum Bundesgrenzschutz nicht genutzt wurde, sowie aufgrund des Umstands, dass sich kurze Zeit nach der nächtlichen Tat bereits mehrere DDR-Journalisten in dem verschlafenen Ort befanden, und weiterer Indizien mutmaßten viele Wahlhausener, darunter auch der spätere erste Bürgermeister Wahlhausens nach der Wende, Horst Zbierski, dass es sich um eine Aktion der DDR-Behörden gehandelt haben könnte, um von den massiven Problemen mit Flüchtlingen und aufkeimenden Protesten im Land abzulenken. Der damals zuständige Polizeihauptkommissar des Werra-Meißner-Kreises in Hessen, Wolfgang Ruske, kam nach langjährigen, zunächst beruflichen, später auch privaten, umfangreichen Recherchen ebenfalls zu diesem Schluss.
Nach der Tat ging beim Bundesgrenzschutz in Kassel ein anonymer Hinweis ein, nach dem die Schützen unter den Teilnehmern einer Feiergesellschaft zu finden seien. Demnach seien Angehörige einer hessischen Landadelsfamilie, deren ehemalige und durch die innerdeutsche Teilung verlustig gegangene Liegenschaften auf der anderen Flussseite lagen, unter starkem Alkoholeinfluss auf die Idee gekommen, ihrer immer noch bestehenden Wut über den Verlust mit Schüssen auf die betreffenden Immobilien und ihre Bewohner Luft zu machen. Die Staatsanwaltschaft Kassel ging den Hinweisen unter anderem mit einem Rechtshilfeersuchen zwecks Feststellung der damaligen Besitzverhältnisse an die DDR-Behörden nach, das jedoch nicht beantwortet wurde. Im Februar 1991 stellte die Staatsanwaltschaft Kassel die Untersuchungen gegen Unbekannt wegen versuchter vorsätzlicher Tötung mangels verwertbarer Hinweise ein. Auch den nach der Wende öffentlich gemachten Akten der Stasi konnten keine zielführenden Hinweise entnommen werden.